# 20e cérémonie des Boston Society of Film Critics Awards
La 20e cérémonie des Boston Society of Film Critics Awards, décernés par la Boston Society of Film Critics, a eu lieu le 12 décembre 1999, et a récompensé les films réalisés dans l'année.

## Palmarès

### Meilleur film
- Les Rois du désert (Three Kings)

### Meilleur réalisateur
- David O. Russell pour Les Rois du désert (Three Kings)

### Meilleur acteur
- Jim Carrey pour le rôle de Andy Kaufman dans Man on the Moon

### Meilleure actrice
- Hilary Swank pour le rôle de Brandon Teena dans Boys Don't Cry

### Meilleur acteur dans un second rôle
- Christopher Plummer pour le rôle de Mike Wallace dans Révélations (The Insider)
  - Haley Joel Osment pour le rôle de Cole Sear dans Sixième Sens (The Sixth Sense)

### Meilleure actrice dans un second rôle
- Chloë Sevigny pour le rôle de Lana Tisdel dans Boys Don't Cry

### Réalisateur le plus prometteur
- Kimberly Peirce pour Boys Don't Cry

### Meilleur scénario
- Dans la peau de John Malkovich (Being John Malkovich) – Charlie Kaufman

### Meilleure photographie
- Sleepy Hollow – Emmanuel Lubezki

### Meilleur film en langue étrangère
- Tout sur ma mère (Todo sobre mi madre) •  Espagne /  France

### Meilleur film documentaire
- Hands on a Hard Body: The Documentary